# Bachhagel
Bachhagel es un municipio situado en el distrito de Dilinga, en el Estado federado de Baviera (Alemania). Tiene una población estimada, a finales de 2020, de 2249 habitantes.
Se encuentra ubicado al oeste del Estado, en la región de Suabia, cerca de la frontera con el Estado de Baden-Wurtemberg y de la orilla del río Danubio.